# Motor VR5
Los motores VR5 son una familia de propulsores de combustión interna alimentados con gasolina desarrollados por Volkswagen, producidos entre 1997 y 2006. Se derivan del Motor VR6, (también desarrollado por Volkswagen), pero con un cilindro menos. Los motores VR5 presentan una configuración V5 de ángulo estrecho, con un ángulo de 15° y una cilindrada de 2324 centímetros cúbicos (2,3 L; 141,8 plg³). El VR5 fue el primer motor producido en serie en disponer de un bloque con cinco cilindros en V con un ángulo de 15 grados.

## Información técnica
Un bloque de motor VR5 consta de dos bancadas de cilindros, una que contiene tres cilindros y la otra que contiene dos. En un diseño transversal, el banco de tres cilindros está ubicado hacia el frente y en un diseño longitudinal está orientado hacia la derecha. Debido al ángulo estrecho, su disposición recuerda a la de un motor de cinco cilindros en línea escalonado. Los motores tienen un orden de encendido de 1-2-4-5-3.
El VR5 se fabricó inicialmente con 2 válvulas por cilindro como motor AGZ desde 1997 hasta 2000, lo que resultó en un motor de 10 válvulas que rendía 148 caballos (150,1 CV; 110,4 kW; 148 HP) a 6000 rpm y 209 newtons·metro (154,2 lb·pie) de par a 3200 rpm. El motor se actualizó en el año 2000 como el motor AQN/AZX, agregando 2 válvulas adicionales por cilindro y sincronización variable de válvulas, lo que resultó en un motor de 20 válvulas ahora con 4 válvulas por cilindro, produciendo 168 caballos (170,3 CV; 125,3 kW; 168 HP) a 6200 rpm y 162 pies·libra fuerza (219,6 N·m) a 3300 rpm. Ambas versiones del motor tenían culata de aleación de aluminio fundido y bloque de hierro fundido.

### Motor AGZ

#### Tren de válvulas y culata
El motor AGZ fue la primera versión del VR5. Tenía diez válvulas en total, con dos válvulas de tamaño desigual por cilindro y árbol de levas accionados por cadena. Debido al uso de una sola culata, un principio de diseño clave de los motores VR, los puertos de escape y admisión tenían una longitud desigual entre los dos bancos de cilindros. Para mitigar esta situación, Volkswagen utilizó válvulas de tamaño desigual con el fin de garantizar un flujo uniforme y una salida de potencia equilibrada de los cilindros.

#### Bloque del motor y pistones
El motor AGZ utilizó un bloque de cilindros de hierro fundido con cinco cilindros escalonados. Cada cilindro tenía una relación diámetro x carrera de 81 x 90,2 milímetros (3,2 x 3,6 plg), lo que se tradujo en una cilindrada de 464,8 centímetros cúbicos (0,5 L) por cilindro, con una relación diámetro/carrera de 0.90:1 (subcuadrado y de carrera larga). La parte superior de cada pistón se inclinó para adaptarse al diseño de la V con un ángulo estrecho de 15°.

#### Aspiración, sistema de combustible y gestión del motor
El motor AGZ era gestionado por una centralita M3.8.3 Bosch Motronic. Disponía de una inyección de combustible secuencial de riel común multipunto, con combustible inyectado indirectamente en la sección del colector de admisión inferior justo antes de los puertos de admisión de la culata en los cilindros. El suministro de aire y combustible era controlado por un acelerador operado por cable, con un potenciómetro que monitoreaba su posición y permitía que la centralita Motronic entregase la cantidad correcta de combustible. El motor también tenía un conducto de sección variable accionado por vacío, controlado por la centralita a través de una parte de la válvula del sistema de vacío del motor. La válvula se abría y cerraba dependiendo de la carga del motor, de su velocidad y de la posición del acelerador. Esto permite que el motor aprovechase las ondas de presión creadas por la apertura y el cierre de las válvulas de admisión.
| Código del motor | Producción | Desplazamiento | Potencia(PS)   | Par motor                      | Relación de compresión |
| ---------------- | ---------- | -------------- | -------------- | ------------------------------ | ---------------------- |
| AGZ              | 1997–2000  | 2324 cc        | 150 a 6000 RPM | 209 N⋅m (154 lb⋅ft) a 3200 RPM | 10:1                   |
| AQN/AZX          | 2000–2006  | 2324 cc        | 170 a 6200 RPM | 220 N⋅m (162 lb⋅ft) a 3300 RPM | 10.8:1                 |

El VR5 se utilizó en los Volkswagen Golf, Bora, New Beetle y Passat. El motor también se incluyó en el Toledo, una berlina fabricada por la subsidiaria del Grupo Volkswagen, SEAT.